# Phước Bửu
Phước Bửu is een thị trấn en in het district Xuyên Mộc, een van de districten in de Vietnamese provincie Bà Rịa-Vũng Tàu. Phước Bửu is de hoofdplaats van het district